# Поликарп (Сакелларопулос)
Митрополи́т Полика́рп Сакелларо́пулос (греч. Μητροπολίτης Πολύκαρπος Σακελλαρόπουλος; 1878, Царицани, Османская империя — 30 января 1943, Верия) — епископ Константинопольской православной церкви, митрополит Верийский (1929—1943).

## Биография

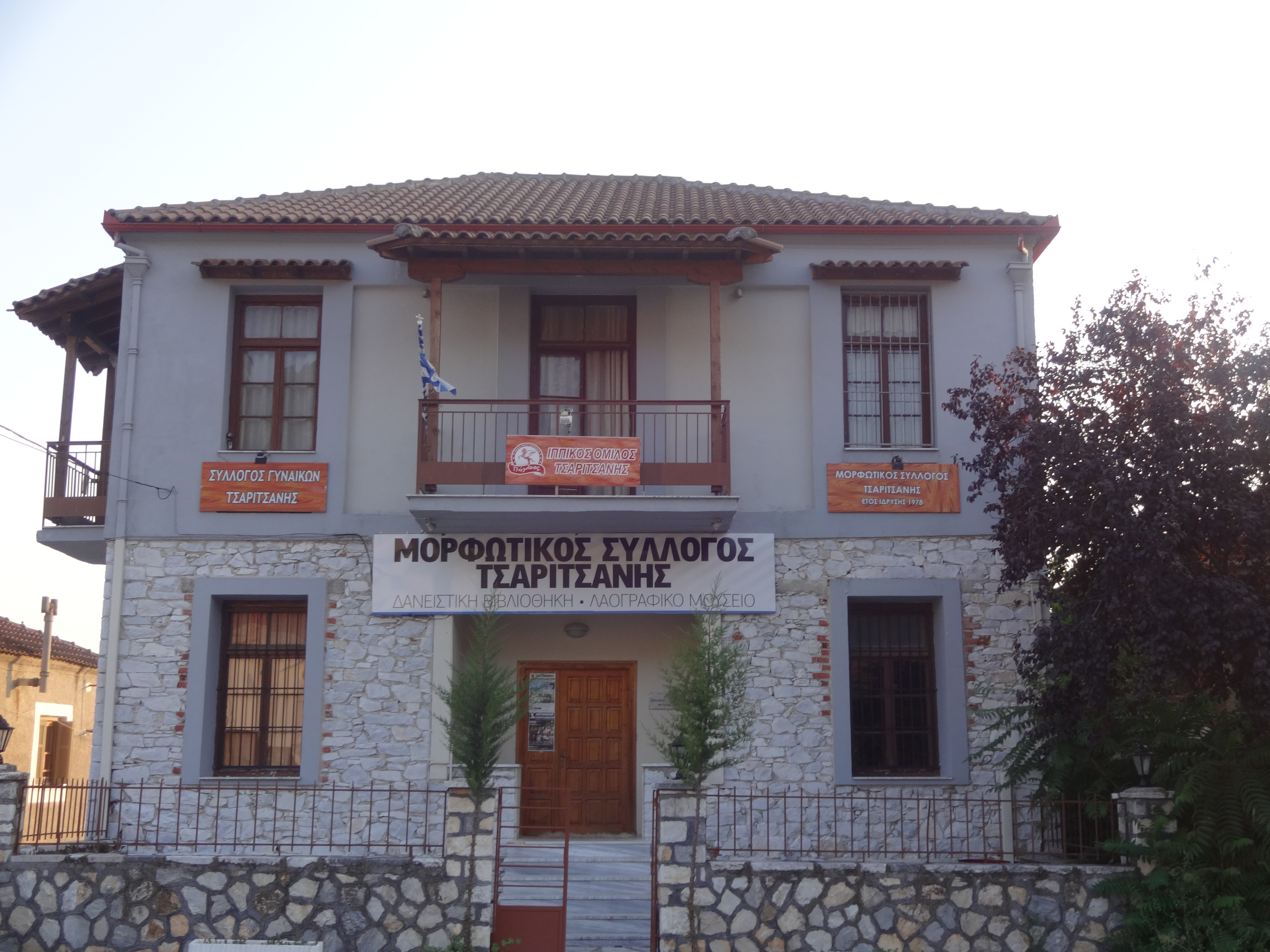
Родовой особняк епископа Поликарпа в Царицани. Был завещан им общине города и ныне здесь располагается правление «Культурного и просветительского общества» города

Родился в 1878 году в Царицани в Фессалии, в Османской империи. Был первым из пяти детей в семье.
Окончил Халкинскую богословскую школу. По окончании семинарии, митрополитом Адрианопольским Поликарпом (Вардакисом) хиротонисан во диакона, а позднее в сан пресвитера.
В 1910 году митрополитом Поликарпом хиротонисан в титулярного епископа Петрского.
26 июня 1912 году избран митрополитом Мгленским и Флоринским.
Был активным участником борьбы за Македонию.
С 27 марта 1929 года — митрополит Верийский и Наусский.
В начале Апреля 1941 года из-за боевых событий и опасаясь за свою жизнь, был вынужден уехать в Афины, где у него был дом
Скончался в феврале 1943 году в монастыре святого Афанасия Сфинициса в Верии вскоре после возвращения на кафедру.